# Landgericht Beuthen

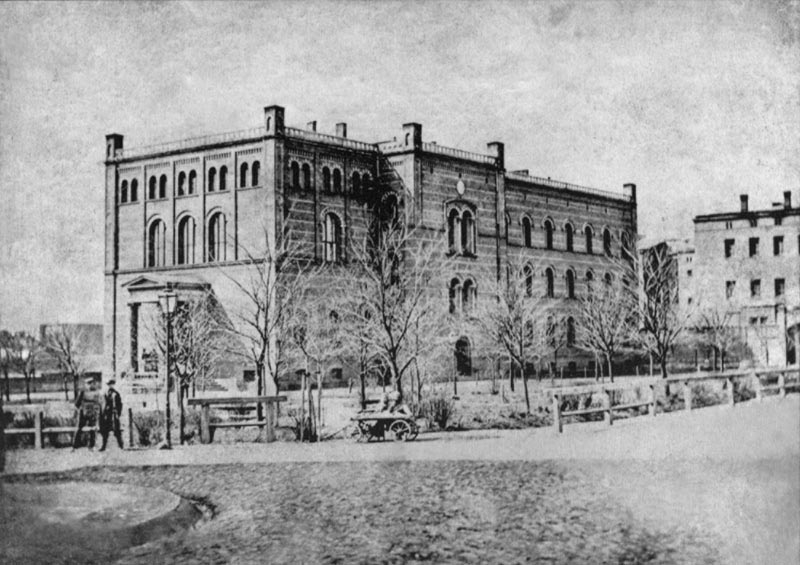
Das frühere Kreisgerichtsgebäude von 1860: erster Sitz des Landgerichtes (um 1892)

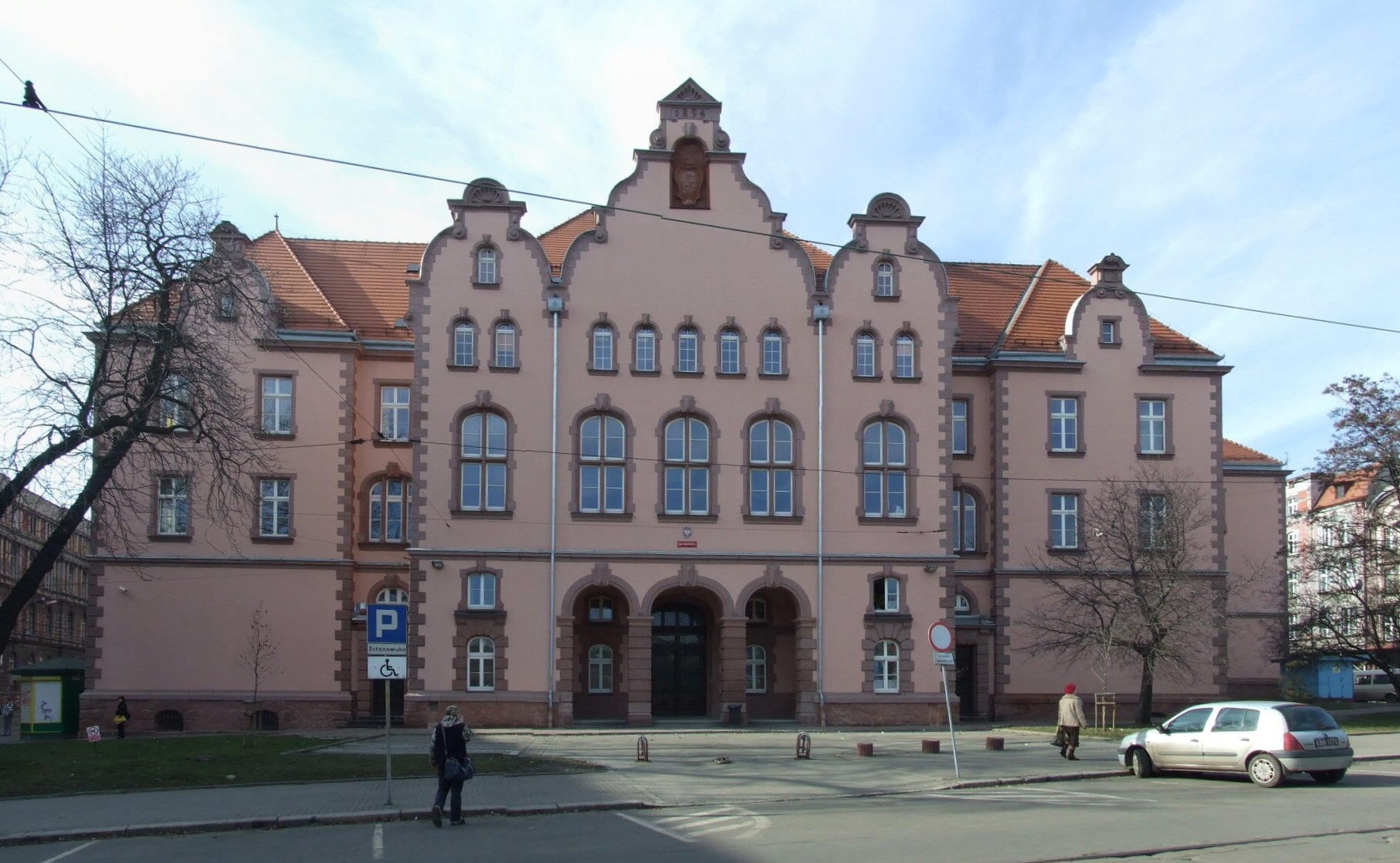
Das 1891–1895 erbaute Gerichtsgebäude (2008)

Das Landgericht Beuthen (ab 1941: Landgericht Beuthen-Kattowitz) war ein preußisches Gericht der ordentlichen Gerichtsbarkeit im Bezirk des Oberlandesgerichtes Breslau mit Sitz in Beuthen O.S.

## Geschichte
Das königlich preußische Landgericht Beuthen wurde mit Wirkung zum 1. Oktober 1879 als eines von 14 Landgerichten im Bezirk des Oberlandesgerichtes Breslau gebildet. Der Sitz des Gerichtes war Beuthen. Das Landgericht war danach für die Kreise Beuthen, Kattowitz und Tarnowitz und kleine Teile der Kreise Gleiwitz und Pleß zuständig. Ihm waren folgende Amtsgerichte zugeordnet:
| Amtsgericht             | Sitz        | Bezirk |
| ----------------------- | ----------- | --- |
| Amtsgericht Beuthen     | Beuthen     | Kreis Beuthen ohne die Teile, die dem Amtsgericht Königshütte zugeordnet waren und der Amtsbezirk Michalkowitz aus dem Kreis Kattowitz |
| Amtsgericht Kattowitz   | Kattowitz   | Kreis Kattowitz ohne die Teile, die den Amtsgerichten Beuthen, Königshütte und Myslowitz zugeordnet waren |
| Amtsgericht Königshütte | Königshütte | aus dem Landkreis Beuthen: Stadtbezirk Königshütte und die Amtsbezirke Ober-Heyduck und Schwientochlowitz; aus dem Landkreis Kattowitz: Amtsbezirk Chorzow |
| Amtsgericht Myslowitz   | Myslowitz   | aus dem Landkreis Kattowitz: Stadtbezirk Myslowitz und die Amtsbezirke Brzenskowitz-Brzezinka, Klein-Dombrowka, Schloss Myslowitz und Rosdzin-Schoppinitz und aus dem Landkreis Pleß die Amtsbezirke Groß Chelm, Dzietzkowitz, Imielin, Kopcziowitz und Krassow |
| Amtsgericht Tarnowitz   | Tarnowitz   | Kreis Tarnowitz und aus dem Landkreis Gleiwitz der Amtsbezirk Tworog und aus dem Amtsbezirk Brynnek die Gemeindebezirke Brynnek, Hanussek, Pohlom und die Gutsbezirke Brynnek, Hanussek und Pohlom                                                              |

Der Landgerichtsbezirk hatte 1888 zusammen 246.391 Einwohner. Dem Landgericht waren zwei Kammern für Handelssachen mit acht Handelsrichtern eingerichtet. Am Gericht waren ein Präsident, drei  Direktoren und zehn Richter tätig. Aufgrund des Versailler Vertrages und der Volksabstimmung in Oberschlesien am 20. März 1921 mussten große Teile des Landgerichtsbezirkes an Polen abgetreten werden. Dies betraf die Amtsgerichte Tarnowitz, Myslowitz, Königshütte und Kattowitz. Der im Deutschen Reich verbleibende Teil des Amtsgerichtes Tarnowitz wurde dem Amtsgericht Beuthen zugeordnet. Während der deutschen Besetzung Polens 1939 kamen 1940 folgende Amtsgerichte zum Landgerichtsbezirk hinzu: Amtsgericht Bandyn in Będzin, Amtsgericht Ehrzanow, Amtsgericht Javorzno, Kattowitz, Königshütte, Myslowitz, Amtsgericht Olkusz, Amtsgericht Ruda, Amtsgericht Sosnowitz und Tarnowitz. Zum 1. Januar 1941 wurde das Landgericht Beuthen zum Landgericht Beuthen-Kattowitz umbenannt. Nun gehörten (neben den fünf bereits genannten Amtsgerichten) folgende Amtsgerichte zum Sprengel: Amtsgericht Bendsburg, Amtsgericht Ilkenau, Amtsgericht Javorzno, Amtsgericht Krenau, Amtsgericht Ruda und Amtsgericht Sosnowitz. Zum 1. April 1941 wurden die Landgerichtsbezirke Beuthen-Kattowitz, Bielitz, Gleiwitz, Neisse, Oppeln, Ratibor und Teschen dem neugeschaffenen Oberlandesgericht Kattowitz zugeschlagen.
Im Jahre 1945 wurden der Landgerichtsbezirk unter polnische Verwaltung gestellt und die deutschen Einwohner vertrieben. Damit endete auch die Geschichte des Landgerichtes Beuthen.

## Gerichtsgebäude
Für das Amts- und Landgerichtsgebäude siehe Bytom#Bezirksgericht, früher Amts- und Landgericht.

## Richter
- Rudolf Schneider, Präsident 1924 bis 1933
- Heinz Roederer, Oberlandesgerichtsrat (1941)[8]